# Ben Killilan
Ben Killilan är ett berg i Storbritannien.   Det ligger i kommunen Highland och riksdelen Skottland, i den nordvästra delen av landet, 700 km nordväst om huvudstaden London. Toppen på Ben Killilan är 867 meter över havet, eller 770 meter över den omgivande terrängen. Bredden vid basen är 10,1 km.
Terrängen runt Ben Killilan är huvudsakligen kuperad. Trakten runt Ben Killilan är nära nog obefolkad, med mindre än två invånare per kvadratkilometer. Närmaste större samhälle är Glenelg, 19,6 km sydväst om Ben Killilan. Omgivningarna runt Ben Killilan är i huvudsak ett öppet busklandskap.